# Il signore degli insetti
Il signore degli insetti (Wild Things with Dominic Monaghan) è un programma televisivo documentaristico trasmesso da BBC America e condotto dall'attore Dominic Monaghan. In Italia è trasmesso su DMAX.
Ogni episodio dura circa 60 minuti e segue Monaghan alla ricerca di alcuni degli animali e insetti più pericolosi a conoscenza dell'uomo.
Nel giugno 2013 il programma è stato rinnovato per una seconda stagione.

## Episodi
La prima stagione è stata mandata in onda dal 22 gennaio al 12 marzo 2013 su BBC America. Dopo il rinnovo, la seconda stagione è stata mandata in onda dal 25 marzo al 27 maggio 2014. La terza stagione è andata in onda su Channel Travel dal 5 gennaio 2016.
| Stagione         | Episodi | Prima TV USA | Prima TV Italia |
| ---------------- | ------- | ------------ | --------------- |
| Prima stagione   | 8       | 2013         | 2013            |
| Seconda stagione | 10      | 2014         | inedita         |
| Terza stagione   | 10      | 2016         | inedita         |

## Premi e nomination
- Critics' Choice Television Award
  - 2013 – Candidatura per il miglior reality